# Scritto fra gli astri
Scritto fra gli astri (The Stars Spell Death) è un romanzo giallo del 1939 scritto da Jonathan Stagge (pseudonimo del duo di giallisti già operanti come Patrick Quentin); è il terzo della serie con protagonisti il dottor Hugh Westlake e sua figlia Dawn.

## Trama
Dawn, figlioletta del dottor Westlake, si è intestardita a convincere il padre a cambiare auto; per ottenere il suo scopo, gli svuota quasi il serbatoio.
Così, quando qualcuno gli telefona perché accorra sul luogo di un incidente stradale, lui non riesce ad arrivarci per mancanza di carburante. Costretto a continuare a piedi attraverso i campi, Hugh fa una scoperta sconcertante: una macchina, schiantata contro un albero, con dentro il cadavere di un uomo. E l'uomo, benché sfigurato, gli assomiglia. Non solo, ha addosso anche i suoi documenti, i suoi vestiti, una valigetta medica come la sua; e l'auto ha la stessa targa della sua. Si tratta di un'allucinazione? O qualcuno sta inscenando la morte del dottore? 
È l'inizio di un'indagine che coinvolgerà il dottor Westlake in una trama dai risvolti di spy story, più complicata di quanto la pacifica Kenmore non facesse pensare...

## Personaggi principali
- Hugh Westlake, dottore di Kenmore
- Dawn Westlake, sua figlia
- Ispettore Cobb, della polizia di Grovestown
- Robin Barker, giovane chimico
- Nadja Barker, la sua matrigna
- Sidney Train, fidanzata di Robin
- George Heller, medico
- Brian Heller, suo figlio
- Charles Ralston, chimico
- Mildred Ralston, sua moglie

## Edizioni italiane
- Scritto fra gli astri, collana Il Giallo Mondadori n. 123, Arnoldo Mondadori Editore, giugno 1951.
- Scritto fra gli astri, collana I classici del Giallo Mondadori n. 301, Arnoldo Mondadori Editore, agosto 1978, pp. 185.
- Scritto fra gli astri, collana I classici del Giallo Mondadori n. 1363, Arnoldo Mondadori Editore, dicembre 2014, pp. 174.